# Victoria Rowell
Victoria Lynn Rowell (Portland (Maine), 10 mei 1959) is een Amerikaans actrice en danseres. Zij speelde de rol van Drucilla Winters in de soapserie The Young and the Restless en die van Amanda Bentley in de detectiveserie Diagnosis Murder. Verder had ze gastrollen in diverse televisieseries en speelde ze mee in onder andere Dumb and Dumber en Barb Wire.

## Biografie

### Jeugd
Over Rowells vader is weinig meer bekend dan dat hij de achternaam Wilson droeg en van Afro-Amerikaanse afkomst was. Rowells moeder, Dorothy Rowell, stamde af van de opvarenden van de Mayflower. Zij leed aan schizofrenie. Toen zij moest bevallen van Victoria nam ze een taxi naar het ziekenhuis en liet een zoon en twee kleine dochters alleen thuis achter. Toen Victoria 16 dagen oud was werd zij samen met haar zussen Sheree en Lori overgedragen aan de kinderbescherming. Gezamenlijk kwamen ze uiteindelijk terecht op de boerderij van Agatha en Robert Armstead, in Lebanon.

### Ballet
Toen zij acht jaar oud was begon Rowell met balletlessen. Ze kreeg een beurs van de Ford Foundation om te studeren aan de Cambridge School of Ballet. Ze kreeg ook beurzen voor de School of American Ballet, het American Ballet Theatre en het Dance Theatre of Harlem.
Na bij het American Ballet Theatre II en op de bekende Juilliard School of Music Dance Extension gedanst te hebben, gaf Rowell gastlessen op diverse plaatsen in Nieuw Engeland.

### Actrice
In de jaren tachtig werd Rowell een gewild model. Ze nam acteerlessen en kreeg rolletjes in onder andere de Cosby Show. In 1990 werd ze gecast als Drucilla Winters in de soapserie The Young and the Restless. Die rol speelde ze in eerste instantie van 1990 tot 1998. Daarna keerde ze kort terug in 2000 om vervolgens van 2002 tot begin 2007 weer tot de vaste cast terug te keren. Voor deze rol won Rowell 11 NAACP Image Awards en ze werd driemaal genomineerd voor een daytime Emmy Award (in 1996, 1997 en 1998).
Rowell speelde ook de rol van dokter Amanda Bentley in de serie Diagnosis Murder. Ze deed dat vanaf de eerste uitzending in 1993 tot en met de laatste uitzending in 2002. Gedurende die tijd werd ze, ook buiten het werk om, goede vrienden met hoofdrolspeler Dick Van Dyke. In een van de afleveringen van Diagnosis Murder speelt het verhaal zich grotendeels af op de set van The Young and the Restless. In die aflevering wint Amanda Bentley een gastrol in laatstgenoemde serie. Victoria Rowell is die dag zogezegd niet aanwezig. Haar collega's vinden wel dat Amanda erg op haar lijkt...
Het vertrek uit The Young and the Restless werd breed uitgemeten in de media. Rowell was gefrustreerd over de achterkamertjespolitiek die daar gaande zou zijn en vond ook dat het Afro-Amerikaanse aandeel in de serie terugliep. In een interview met een bekend Amerikaans programmablad gaf Rowell aan dat zelfs ijzer op den duur buigt. De productiemaatschappij (Sony Pictures Television) gaf opdracht Drucilla Winters om te laten komen. Dit om te voorkomen dat Rowell de rol in een andere serie voort zou zetten (iets dat bijvoorbeeld haar collega Eileen Davidson wel gedaan had; zij was inclusief rol (Ashley Abbott) overgestapt naar The Bold and the Beautiful).
Al een aantal maanden voor haar vertrek (zelfs voor bekend was dat Winters om het leven zou komen) gaf Rowell aan dat ze zou stoppen omdat aan haar verzoek ook als scenarioschrijfster aan de serie mee te mogen werken, geen gehoor gegeven was. Eerder had ze al wel geschreven voor Diagnosis Murder.
Rowell kwam ook in beeld in enkele speelfilms, waaronder The Distinguished Gentleman, Dumb and Dumber, Barb Wire, Eve's Bayou en Home of the Brave.
In het voorjaar van 2009 sloot ze een contract om een boek te schrijven over de wereld achter de soap.

### Privéleven
In 1989 trouwde Rowell met Tom Fahey. Ze kregen een dochter, Maya, maar scheidden al het volgende jaar.
Vervolgens had Rowell een langdurige relatie met jazzmuzikant Wynton Marsalis. Ze kregen een zoon: Jasper. Jasper speelde Amanda's zoon CJ in Diagnosis Murder.
In mei 2008, tijdens haar jaarlijkse Tea at Noon-benefiet, kondigde Rowel haar verloving aan met Radcliffe Bailey. Ze trouwden op 27 juni 2009.

### Pleegkinderen
In 1990 stichtte Rowell het "Rowell Foster Children Positive Plan" ("Rowells positief plan voor pleegkinderen"), dat mentale en financiële hulp biedt aan pleegkinderen, met name diegenen die acteur (actrice) of danser(es) willen worden - net zoals Rowell dat jaren geleden zelf ook deed. In 2004 was ze te gast in het praatprogramma van Dr. Phil en gaf daar, namens haar stichting, aan één kind uit de pleegzorg een studiebeurs en de kans op een baan bij Sony.
In mei 2006 kreeg Rowell een eredoctoraat Humane Letters van de Universiteit van Zuid-Maine, als blijk van waardering van haar werk ten bate van pleegkinderen.
In 2007 publiceerde Rowell een autobiografie die focuste op haar tijd in de pleegzorg. Onder de titel The Women Who Raised Me ("de vrouwen die mij opvoedden") behandelt ze alle pleegmoeders die voor haar en haar zussen gezorgd hebben. Rowell zegt aan dit boek begonnen te zijn na de afwijzing door The Young and the Restless. Ook in de documentaire The Mentor bewijst ze eer aan deze vrouwen.
In maart 2008 ontving Rowell de eerste Gift of Adoption Celebration of Adoption Award, een prijs die wordt toegekend aan personen of groepen die helpen kinderen met een blijvend gezin te verenigen.
In 2009 kreeg ze de Sandra Day O'Connor Voice of Women Award.